# Качинский конфликт
Качинский конфликт или Качинская война является одним из многочисленных конфликтов, которые в совокупности называются гражданской войной в Мьянме. Качинские повстанцы сражаются против Татмадау (Вооружённых сил Мьянмы) с 1961 года, при посредничестве между ними было заключено только одно крупное соглашение о прекращении огня, которое длилось с 1994 по 2011 год, в общей сложности 17 лет.
С момента возобновления боевых действий в 2011 году тысячи мирных жителей были убиты, а более 100 000 человек перемещены. Обе стороны заявляют о широкомасштабном использовании наземных мин, детей-солдат, систематических изнасилованиях и пытках.

## История
Народ качин (или цзинпо) представляет собой конфедерацию шести этнических групп, чья родина охватывает территорию в Качинских холмах на севере Мьянмы, в южном Китае (Юньнань) и северо-восточной Индии. После обретения Бирмой независимости от Соединённого Королевства многие этнические меньшинства, в том числе качины, выступили за самоопределение и независимость. Организация независимости Качина (КИО) была основана диссидентами в 1960 году в результате недовольства, существовавшего между большинством — союзным правительством Бамара и народом Качина. Армия независимости Качина (КИА) была создана в качестве её вооруженного крыла в 1961 году и действовала как частная армия, насчитывающая 27 человек. В начале 1960-х КИА начала расширяться и увеличиваться в численности, особенно после бирманского государственного переворота 1962 года и его предполагаемой угрозы со стороны этнических меньшинств.

## Первый конфликт (1961—1994)
После односторонней отмены конституции Бирманского Союза генералом Не Вином и его режимом в 1962 году многие качинские солдаты в Татмадау (вооруженных силах) дезертировали и присоединились к Армии независимости Качина (КИА). КИА не только сражалась с правительственными солдатами, но иногда вступала в столкновения с коммунистами вне и внутри своих рядов. Коммунистическая партия Бирмы (КПБ) периодически была союзником и противником КИА в разные годы, а поддерживаемая коммунистами фракция отделилась от КИА в 1989 году, превратившись в Новую демократическую армию — Качин (НДА-К).
Помимо крупных городов и железнодорожного коридора, контролируемые КИА районы в штате Качин оставались практически независимыми и изолированными от остальной части Мьянмы с середины 1960-х по 1994 год, с экономикой, основанной на трансграничной торговле нефритом с Китаем и торговле наркотиками.
После военного наступления армии Мьянмы в 1994 году, захватившего большую часть нефритовых рудников в штате Качин, 24 февраля 1994 года КИА подписало соглашение о прекращении огня с правившей тогда военной хунтой ГСВП, что привело к прекращению широкомасштабных боевых действий, которые продлился до июня 2011 года.

## Второй конфликт (2011 — настоящее время)

### 2011
Вооруженные столкновения между Армией независимости Качина (КИА) и армией Мьянмы вспыхнули 9 июня 2011 года, когда правительственные войска нарушили перемирие и атаковали позиции КИА вдоль реки Тапинг к востоку от Бхамо, штат Качин, недалеко от гидроэлектростанции Тапинг. Бои происходили на всей территории штата Качин, а также в северо-западной части штата Шан.
Согласно новостным сообщениям, недавние боевые действия вспыхнули в результате попыток бирманского правительства захватить районы, контролируемые КИА, которые расположены вокруг прибыльных энергетических проектов в Качине и штате Шан, поддерживаемых китайским правительством. Несмотря на заявление президента Мьянмы Тейна Сейна в декабре 2011 года о том, что он приказал армии Мьянмы прекратить наступление в штате Качин, конфликт продолжался и в 2012 году.

### 2012
В 2012 году самые крупные бои возобновившегося конфликта произошли в марте на дороге Мьичина — Бхамо. В апреле битва за Пангву в поселке Чипви недалеко от Лучанга велась между КИА и правительственными солдатами. Столкновения вновь вспыхнули в конце апреля, когда КИА начала наступление с целью захвата бирманских военных постов вокруг Пангвы. Наступление КИА удалось, и к концу апреля армия Мьянмы отступила из этого района. В августе КИА заявило, что 140 правительственных военнослужащих были убиты, когда они взорвали мины, закопанные в нефритовой шахте Myauk Phyu («Белая обезьяна»), которая принадлежала компании Wai Aung Kaba.

### 2013
Укрепленные позиции КИА были сильно повреждены в результате авиаударов и артиллерийского обстрела армией Мьянмы с декабря 2012 года по январь 2013 года.
2 января 2013 года правительство Бирмы подтвердило, что несколькими днями ранее оно нанесло авиаудары по этническим повстанцам на севере Качина в ответ на нападения Армии независимости Качина. Правительство США заявило, что оно «официально выразит нашу озабоченность» по поводу эскалации силы, примененной правительством Мьянмы. 3 января 2013 года КИА заявило, что шестой день подряд продолжаются авиаудары в районе Лайзы, и были утверждения, что вооруженные силы Мьянмы также применяли химическое оружие. Генеральный секретарь ООН Пан Ги Мун заявил после инцидентов власти Бирмы должны «воздерживаться от любых действий, которые могут поставить под угрозу жизнь гражданских лиц, проживающих в этом районе, или ещё больше усилить конфликт в регионе».

### 2014
14 июня 2014 года повстанцы КИА захватили две гидроэлектростанции и взяли в заложники шесть правительственных солдат и нескольких китайских рабочих на несколько часов, прежде чем армия Мьянмы штурмовала здания. Всего в результате инцидента погибли шесть человек, ещё четверо получили ранения.
19 ноября 2014 году правительственные солдаты атаковали штаб КИА недалеко от Лайзы, убив не менее 22 повстанцев.

### Попытки прекращения огня
После возобновления боевых действий в июне 2011 года между Армией независимости Качина и правительством Мьянмы состоялись многочисленные раунды переговоров о прекращении огня. Согласно сообщению шведского журналиста Бертила Линтнера от 18 декабря 2012 года в гонконгской газете Asia Times Online, многие люди критиковали поддерживаемые из-за рубежа усилия по прекращению огня за «избегание обсуждения политических вопросов и акцент только на прекращении огня, разоружении и экономическом развитии, которые эти собеседники — в том числе „Инициатива в поддержку мира“, спонсируемая правительством Норвегии, и отдельная инициатива швейцарского Центра гуманитарного диалога — по существу продвигают точку зрения правительства».The Australian сообщило, что некоторые лидеры качинского бизнеса обращались к Аун Сан Су Чжи за помощью в урегулировании конфликта, а 6 января 2012 года Аунг Сан Су Чжи заявила, что не может вступить в переговоры без официального приглашения правительства.

#### Переговоры о прекращении огня 2013 года
18 января 2013 года, непосредственно перед международной конференцией доноров в Мьянме, президент Тейн Сейн объявил об одностороннем прекращении огня в войне между армией и КИО. Сообщается, что прекращение огня вступит в силу на следующий день, 19 января, но также сообщалось о стычках на следующий день, а 20 января, как сообщается, было начато полномасштабное правительственное наступление, в ходе которого последовал «непрерывный минометный и артиллерийский огонь» «сотнями бирманских солдат», штурмовавших базу КИА на окраине удерживаемого повстанцами города Лайза.
Сообщалось, что правительство Тейн Сейна находилось под давлением «политических и деловых кругов», которые считали, что «эскалация конфликта подорвёт выход Мьянмы из десятилетий дипломатической изоляции», и приняли в парламенте резолюцию с призывом к Мину Ауну Хлайну, командующему вооружёнными силами, свернуть боевые действия. В ответ он заявил, что военные будут проводить атаки только в целях «самообороны» — это обоснование, которое они постоянно приводили с декабря 2011 года для ведения войны против КИА и для авиаударов по позициям повстанцев с 26 декабря 2012 года.
4 февраля правительство Бирмы и Армия независимости Качина встретились в Жуйли, Китай, и договорились о снижении военной напряженности в штате Качин и проведении дальнейших мирных переговоров в конце февраля. Однако позже в феврале переговоров не было, но, как сообщается, после мирных переговоров в штате Качин почти не было вооруженных столкновений. Согласно Mizzima News, 26 февраля член центрального комитета КИО заявил, что они не будут встречаться с правительством в феврале, потому что им нужно больше времени, чтобы проконсультироваться с «качинцами» относительно переговоров. Бирманское правительство и КИА возобновили мирные переговоры в Жуйли, Китай, 11 марта 2013 года. Отказ китайского правительства допустить наблюдателей из западных стран на мирные переговоры задержал переговоры, несмотря на то, что китайцы отвергли обвинения.
30 мая правительство Бирмы и Армия независимости Качина подписали предварительное соглашение о прекращении огня, которое приведет к дальнейшему прогрессу в достижении мирного соглашения. Однако сторонам не удалось достичь официального соглашения о прекращении огня. Специальный советник ООН по Мьянме Виджай Намбьяр также присоединился к встрече в качестве наблюдателя вместе с представителями Китая и других этнических меньшинств.
Однако правительству Бирмы и Армии независимости Качина не удалось достичь постоянного соглашения о прекращении огня после нескольких мирных переговоров в 2013 году, но они согласились работать вместе для достижения постоянного соглашения о прекращении огня и уменьшения боевых действий.

#### Переговоры о прекращении огня 2014 года
Возобновление боевых действий вспыхнуло в апреле 2014 года, когда бирманская армия атаковала различные позиции КИА вокруг поселка Манси, штата Качин и северного штата Шан, чтобы искоренить контрабанду древесины и контролировать стратегические маршруты вокруг своих опорных пунктов. Армия независимости Качина запросила встречу в Мьичине 10 мая, чтобы снизить напряженность между сторонами.
Переговоры, направленные на разработку общенационального соглашения о прекращении огня, начались в апреле 2014 года в Центре мира Мьянмы между представителями различных этнических вооруженных группировок и правительством Бирмы, но КИА и Национально-освободительная армия Таанга (TNLA) не были среди участников переговоров.
В апреле 2014 года заместитель главнокомандующего КИА Ган Мо призвал Соединённые Штаты подключиться к процессу урегулирования.

### 2018
В марте 2018 года Татмадау (Вооруженные силы Мьянмы) нанесли авиаудары по КИА в поселке Танай, который является частью крупного горнодобывающего региона.
В период с 1 по 6 апреля 2018 года солдаты Татмадау предположительно атаковали позиции КИА в подконтрольном КИА поселке Манси, хотя сообщений о боевых действиях из этого региона не поступало. Позже КИА совершила налет на военную базу 86-го батальона Татмадау в поселке Хпакант 6 апреля, убив восемь правительственных солдат и взяв в плен 13. К 10 апреля 2018 года местные жители заявили, что в ходе столкновений были убиты 18 солдат Татмадау и трое повстанцев.
В марте и апреле 2018 года появились обвинения в злоупотреблениях, совершенных «Татмадау» в отношении мирных жителей, в том числе утверждения о том, что солдаты «Татмадау» специально убили двух качинов и шесть фермеров- шанов. В результате перестрелки также были ранены несколько мирных жителей.
К маю 2018 года 6000 ВПЛ бежали от вооруженных столкновений и обстрелов со стороны армии Мьянмы, в то время как ещё сотни оставались в ловушке в деревнях, попавших под перекрестный огонь. Голод стал распространенной проблемой для ВПЛ, и некоторые из них прибегали к поеданию банановых стеблей.

### 2021 — настоящее время
После переворота в Мьянме в 2021 году КИА отказалось признать военный режим, и вскоре столкновения между КИА и войсками режима возобновились.
25 марта КИА захватили военную базу Алав Бум возле Лайзы, которую они потеряли более 20 лет назад. 11 апреля военные хунты начали атаку, чтобы отбить базу, используя авиаудары и наземные войска. Военные понесли тяжелые потери и после трехдневного боя были вынуждены отступить.
3 мая Армия независимости Качина заявила, что после нескольких дней воздушных налетов они сбили правительственный вертолёт недалеко от города Момак.
7 мая представитель КИА заявил, что военные понесли потери после того, как истребители режима по ошибке сбросили бомбы на свои войска в поселке Момак.
18 мая боевики КИА устроили засаду на военный конвой и уничтожили шесть автоцистерн возле поселка Куткай.
22 мая боевики КИА атаковали военные позиции и места добычи нефрита, принадлежащие Myanmar Economic Holdings Ltd (MEHL), в Намцит-Буме в поселке Хкамти.
25 мая в поселке Момак вспыхнули бои между КИА и войсками хунты, вынудившие мирных жителей бежать от военных обстрелов.
30 мая КИА присоединились к Народным силам обороны (PDF), выступающим против переворота, которые сражались с войсками хунты в городке Катха, убив восемь солдат режима. Боевые действия также продолжались в Путао, Хпаканте и городке Момак.

## Гражданские лица и беженцы
Гражданские лица также были убиты в ходе боевых действий, а также стали жертвами конкретных нападений. Гражданские лица часто были перемещены в результате боевых действий и сталкивались с такими опасностями, как наземные мины, которые часто устанавливались правительством и повстанческими силами без оглядки на мирных жителей. Хотя некоторые гражданские лица пересекли границу с Китаем, большинство из них по состоянию на декабрь 2012 года оставались в северной Бирме.
В августе 2012 года китайское правительство вынудило беженцев вернуться в Мьянму, несмотря на продолжающиеся там боевые действия и незаконность насильственного возвращения гражданских лиц в зоны боевых действий в соответствии с международным правом. Женщины сыграли значительную роль в конфликте как в качестве комбатантов, так и в качестве жертв. Журнал Time задокументировал присутствие многих женщин-солдат КИА в 2012 году.
В феврале 2013 года неправительственная организация «Качинская женская ассоциация Таиланда» (KWAT) сообщила, что в результате боевых действий появилось более 100 000 беженцев и что с 2011 года 364 деревни были полностью или частично заброшены. В отчете организации также говорится, что бирманская армия преднамеренно нападала на лагеря и деревни беженцев, а также совершала предполагаемые «военные преступления», такие как изнасилования и убийства мирных жителей.
Организация Объединённых Наций заявила 28 апреля 2018 года, что более 4000 человек были перемещены после возобновления вооруженных столкновений в начале месяца.

## Дети-солдаты
Дети-солдаты составляют основную часть солдат армии Мьянмы и повстанческих групп. В июне 2012 года The Independent сообщила, что детей продавали бирманским военным «всего за 40 долларов и мешок риса или канистру бензина». Специальный представитель Генерального секретаря ООН по вопросу о детях и вооруженных конфликтах Радхика Кумарасвами, которая ушла со своего поста неделю спустя, встретилась с представителями правительства Мьянмы 5 июля 2012 года и заявила, что надеется на подписание правительством план действий будет «сигнализировать о преобразовании».
В сентябре 2012 года «Татмадау» (вооруженные силы) освободили 42 ребёнка-солдата, а Международная организация труда встретилась с представителями правительства, а также Армии независимости Качина, чтобы добиться освобождения большего количества детей-солдат. По словам Саманты Пауэр, делегация США подняла вопрос о детях-солдатах перед правительством в октябре 2012 года, однако она не прокомментировала прогресс правительства в направлении реформ в этой области. В статье Bangkok Post от 23 декабря 2012 года сообщалось, что вооруженные силы Мьянмы продолжали использовать детей-солдат, в том числе во время крупного наступления армии против КИА.